# Mausoleo de los ancestros Ming
El Mausoleo de los ancestros Ming (en chino: 明祖陵) es el primer complejo de mausoleo imperial de la dinastía Ming. Se trata de un cenotafio ubicado al norte de la antigua ciudad de Sizhou, Yangjiadun, en el actual condado de Xuyi, ciudad Huaian, al norte de Río Huai, en la provincia de Jiangsu, China. Fue construido por Zhu Yuanzhang, el emperador fundador de la dinastía Ming en 1385 (año 18 de la era Hongwu ), por su tatara-tatara- abuelo (a título póstumo emperador Xuan) , bisabuelo (a título póstumo emperador Heng ) y abuelo (a título póstumo emperador Yu ) . También es el lugar de sepultura real de Zhu Chuyi, el abuelo de Zhu Yuanzhang .
En 1680 (el año 19 de la era Kangxi ), el Río Amarillo cambió su curso y se fusionó con el río Huai. El sedimento del río acumulado rápidamente bloqueó el flujo del Huai, permitiendo la creación del gran lago Hongze, que sumergió el complejo del mausoleo, junto con la cercana ciudad de Sizhou. 
No fue sino hasta la temporada seca de 1966 (o , según otras fuentes , 1963 o 1964) que el mausoleo volvió a la superficie. Fue excavado inicialmente en 1976.